# Аденська затока
А́денська зато́ка — затока на заході Аравійського моря Індійського океану між Аравійським півостровом і півостровом Сомалі. Сполучається через Баб-ель-Мандебську протоку з Червоним морем. Площа 259 тисяч км², довжина приблизно 900 км, ширина до 300 км, глибина становить до 4 525 м. На півночі розташована бухта Аден.
Припливи неправильні півдобові, їх величина становить 2,9 м. Важливі порти: Бербера (Сомалі), Джибуті (Джибуті), Аден (з військово-морською базою Великої Британії; Ємен).

## Клімат
Уся акваторія затоки лежить в тропічному кліматичному поясі. Увесь рік над нею панують тропічні повітряні маси. Це жарка посушлива зона з великими добовими амплітудами температури повітря. Сезонний хід температури повітря чітко відстежується. Переважають пасатні вітри. У теплий сезон утворюються тропічні циклони.

## Біологія
Акваторія затоки утворює окремий морський екорегіон Аденської затоки західної індо-тихоокеанської зоогеографічної провінції. З зоогеографічного погляду донна фауна континентального шельфу й острівних мілин до глибини 200 м належить до індо-західнопацифічної області тропічної зони.